# Flaga Palestyny
Flaga Palestyny – jeden z symboli państwowych Państwa Palestyny.

## Opis
Składa się ona z trzech kolorowych pasów nawiązujących do barw trzech dynastii islamskich kalifów: Abbasydów (czarny), Umajjadów (biały) i Fatymidów (zielony) oraz czerwonego trójkąta nawiązującego do dynastii Haszymidów. Użyte barwy są panarabskie. Wzór zapożyczono z flagi arabskiej rewolty z 1916 roku, zmieniając jedynie ułożenie kolorów. Niemalże identyczne są flagi Jordanii i Sahary Zachodniej.

## Zdelegalizowanie
W 1967, po wojnie sześciodniowej, Izrael zakazał używania flagi palestyńskiej w Strefie Gazy i na Zachodnim Brzegu. W 1980 zakazano używania barw obecnych na fladze w miejscach publicznych i dziełach sztuki. Z tego powodu wielu Palestyńczyków zostało aresztowanych.
Dopiero po podpisaniu Porozumień z Oslo w 1993 zakazy zniesiono.

## Historyczne flagi palestyńskie

Flaga Brytyjskiego Mandatu Palestyny 1927–1948

Flaga Palestyny wg Encyklopedii Laroussa